# Лассуэлл, Ширли Шлезингер
Ширли Шлезингер Лассуэлл (англ. Shirley Slesinger Lasswell, 1923—2007) — американская предпринимательница, получившая широкую известность благодаря судебному процессу об авторских правах на Винни-Пуха.

## Биография
Ширли Энн Бассо родилась в Детройте в 1923 года, её родителями были Майкл Бассо и Клара Луиза Лизия. У Ширли была одна сестра, Патрисия Джейн (Бассо) Корнелл. Ширли начала карьеру в бродвейских музыкальных комедиях Олсена и Джонсона. Во время второй мировой войны Ширли провела 30 месяцев в развлекательных турах по военным базам и госпиталям армии в Европе и на Тихом океане. В 1947 году, во время работы в бродвейских театрах, Ширли познакомилась с радио- и телепродюсером Стивеном Шлезингером и вышла за него замуж в 1948 году. Свидетелями на их свадьбе были актриса Клара Боу и её муж, актёр Рекс Белл. Супруги Шлезингер жили в Нью-Йорке и на своём ранчо в Пагоса-Спрингс, штат Колорадо, где Стивен занимался продюсированием вестернов и организацией летних программ для молодёжи города. Их брак продлился до смерти Стивена в 1953 году.
В 1964 году Ширли вышла замуж за Фреда Лассуэлла, известного карикатуриста и изобретателя, автора комикса Барни Гугл и Снаффи Смит (Barney Google and Snuffy Smith). Лассуэлл также изобрёл первый комбайн для уборки цитрусовых и разрабатывал творческие образовательные программы для школ. Их брак продлился до смерти Фреда Лассуэлла в 2001 году.

## Процесс об авторских правах на Винни-Пуха
Стивен Шлезингер за свою карьеру создал немало брендов и торговых марок литературных персонажей и героев мультфильмов, среди которых был и медвежонок Винни-Пух. Согласно договору между Шлезингером и автором книг о Винни-Пухе Александром Милном, начиная с 1930 года Милн получал 3 % от объёма продаж и от 15 до 50 % других отчислений от коммерциализации образа Винни-Пуха. Шлезингер при этом получал эксклюзивные права на образ персонажа и воспроизводство его имени в связи с товарами и услугами, а также всеми СМИ (телевидение, радио и любые другие будущие устройства, воспроизводящие звук и изображения). Наряду с правами на образ Винни-Пуха, договор включал эксклюзивные права и на других персонажей книг Милна, таких как Кристофер Робин, Иа-Иа, Тигра и Сова.
Стивен Шлезингер умер в 1953 году, оставив жену Ширли с годовалой дочерью Пати. В 1956 году Ширли взяла на себя управление компанией покойного мужа Stephen Slesinger, Inc, включая маркетинг и торговлю лицензиями на Винни-Пуха, наряду с другими персонажами. Позже она заявила в интервью Los Angeles Times: «Я подумала: „И что мне теперь делать?“ Но это было прямо для меня. Я решила продвигать Пуха».
Ширли развернула производство многочисленных продуктов с символикой Винни-Пуха, таких как одежда, игрушки и куклы, которые продавались в американских универмагах в 1950-е годы, а также начала продвижение этой продукции и на другие рынки. После знакомства с Уолтом Диснеем, основателем и главой The Walt Disney Company, Ширли в 1961 году подписала первое из двух лицензионных соглашений, которые предоставляли эксклюзивные телевизионные права Walt Disney Company в обмен на выплату роялти.
В 1981 году Ширли Лассуэлл сочла, что не получает роялти за большую часть товаров с символикой Винни-Пуха, и наняла адвоката. В 1991 году Ширли совместно с дочерью подали иск против компании Walt Disney Company, обвинив её в нарушении условий контракта и мошенничестве. Согласно оценкам маркетологов, благодаря усилиям Walt Disney Company в течение 1990-х годов «индустрия Винни-Пуха» приносила этой компании порядка 1 млрд долларов в год. При этом с начала 1980-х годов Walt Disney Company выплатила семейству Лассуэлл порядка 100 млн долларов. В процесс «Лассуэлл против Walt Disney Company» было вовлечено 12 юридических фирм, и в 2004 году разбирательство окончилось в пользу Walt Disney Company, хотя компания при этом была наказана за уничтожение более 40 коробок документов, имевших отношение к делу.
Ширли Лассуэлл умерла от воспаления лёгких в своём доме в Беверли-Хиллс в 2007 году.